# Kamanakere, Kadur
Kamanakere là một làng thuộc tehsil Kadur, huyện Chikmagalur, bang Karnataka, Ấn Độ.